# エリゼ宮殿
エリゼ宮殿（エリゼきゅうでん、フランス語: Palais de l'Élysée）は、パリ市内にある宮殿であり、現在のフランス共和国大統領官邸である。エリゼ宮とも呼ばれ、この呼称は組織としてのフランス大統領府を示すことも多い。名前はギリシア神話のエーリュシオンに因む。

## 概要
1718年、フランスの貴族エヴルー伯爵ルイ・アンリ・ド・ラ・トゥール・ドーヴェルニュ(en)のために建てられた宮殿で、その後、ルイ15世の公妾として知られるポンパドゥール夫人や、ナポレオンの皇后ジョゼフィーヌ、ナポレオンの元帥の一人だったジョアシャン・ミュラ、復古王制の国王シャルル10世の次男ベリー公シャルル・フェルディナンらが住まいにしていたこともある。また、1815年、ワーテルローの戦いに敗れたナポレオンはエリゼ宮殿で2度目の退位書に署名した。
大統領官邸として使用されたのは1873年からで、エリゼ宮殿を官邸とする大統領は、エマニュエル・マクロンで23人目である。
フランス国家憲兵隊所属フランス共和国親衛隊の衛兵によって厳重な警備体制が敷かれている。宮殿内部は特定の参観日以外見学できない。宮殿脇のエリゼ通りから庭園を鉄格子越しに見ることができる。エリゼ宮の西隣にはフランスの迎賓館として用いられる公館オテル・ド・マリニーがある。

## 写真

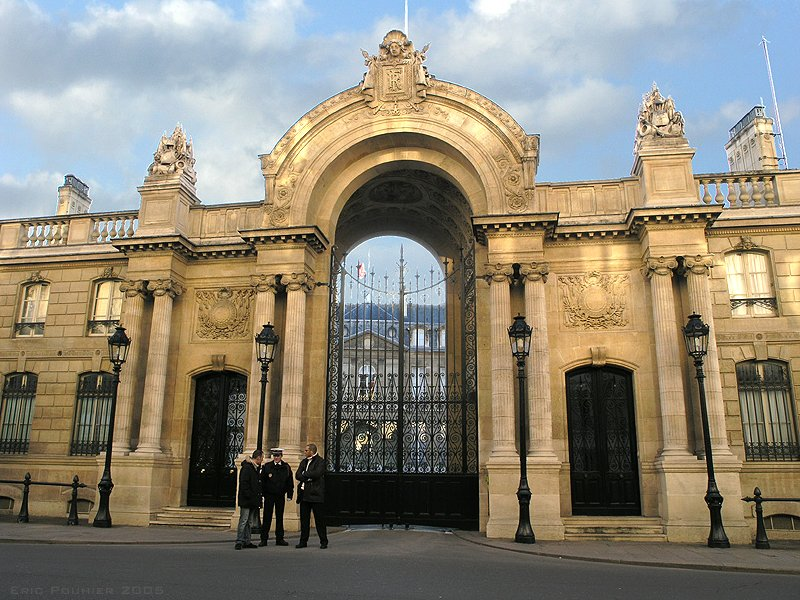
正門
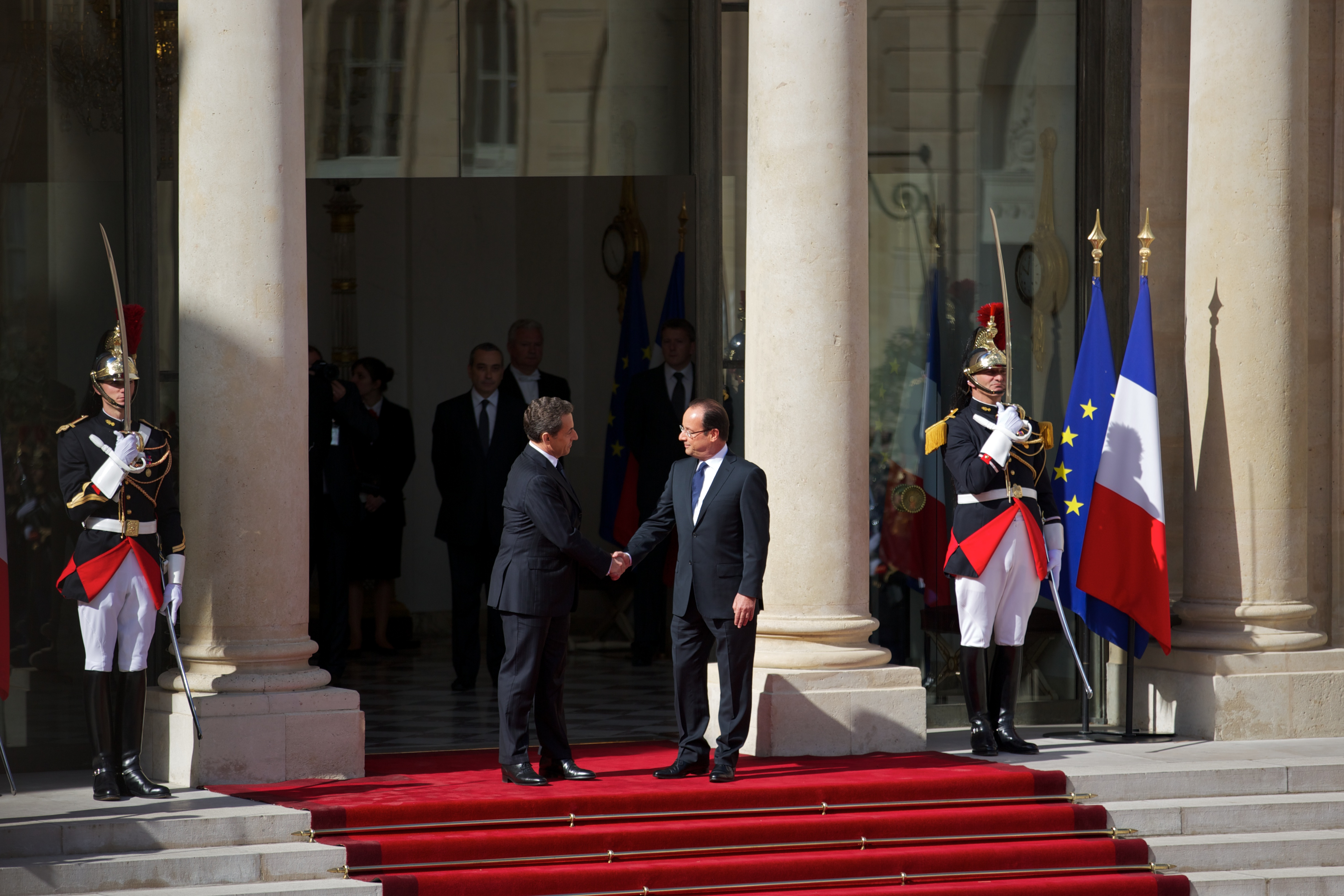
玄関。2012年の権限移譲式で握手を交わすフランソワ・オランド（右）とニコラ・サルコジ
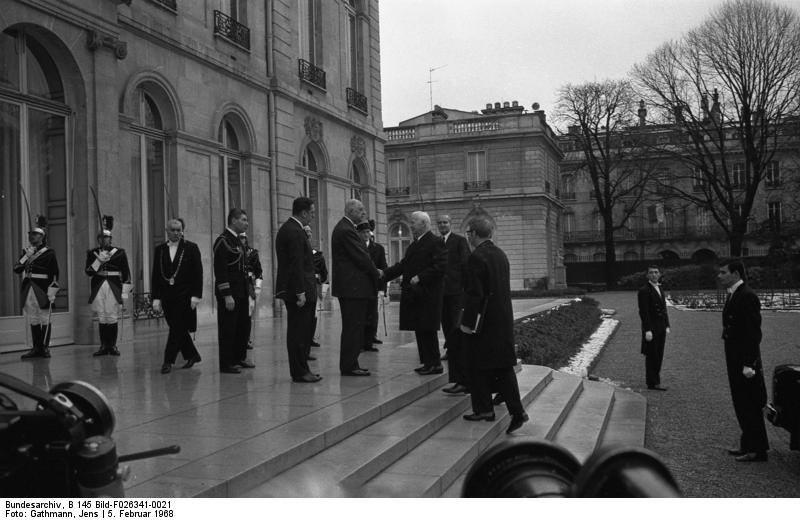
1968年2月、西ドイツ（当時）大統領ハインリヒ・リュプケを迎えるシャルル・ド・ゴール大統領
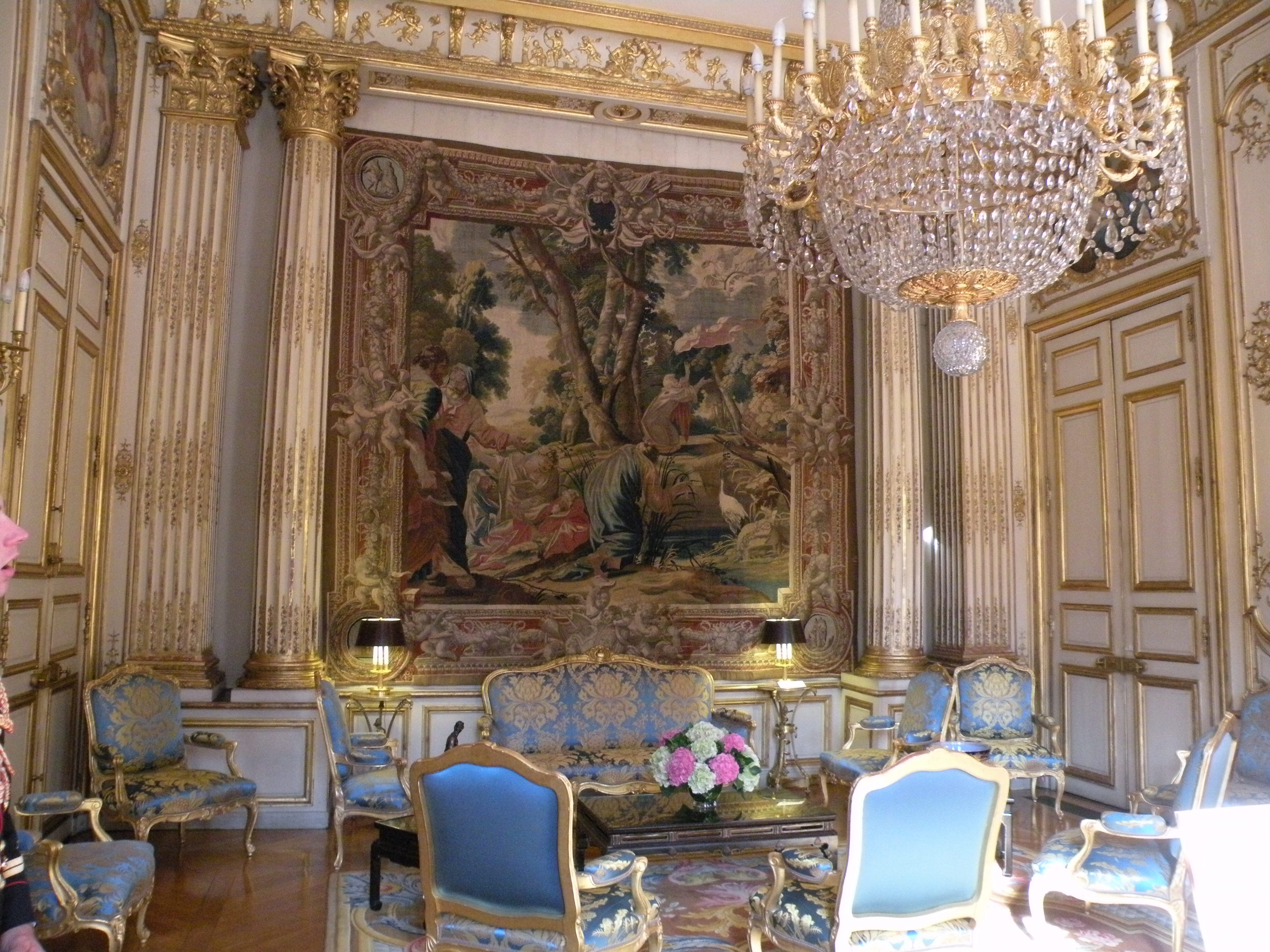
ポンパドゥール・サロン
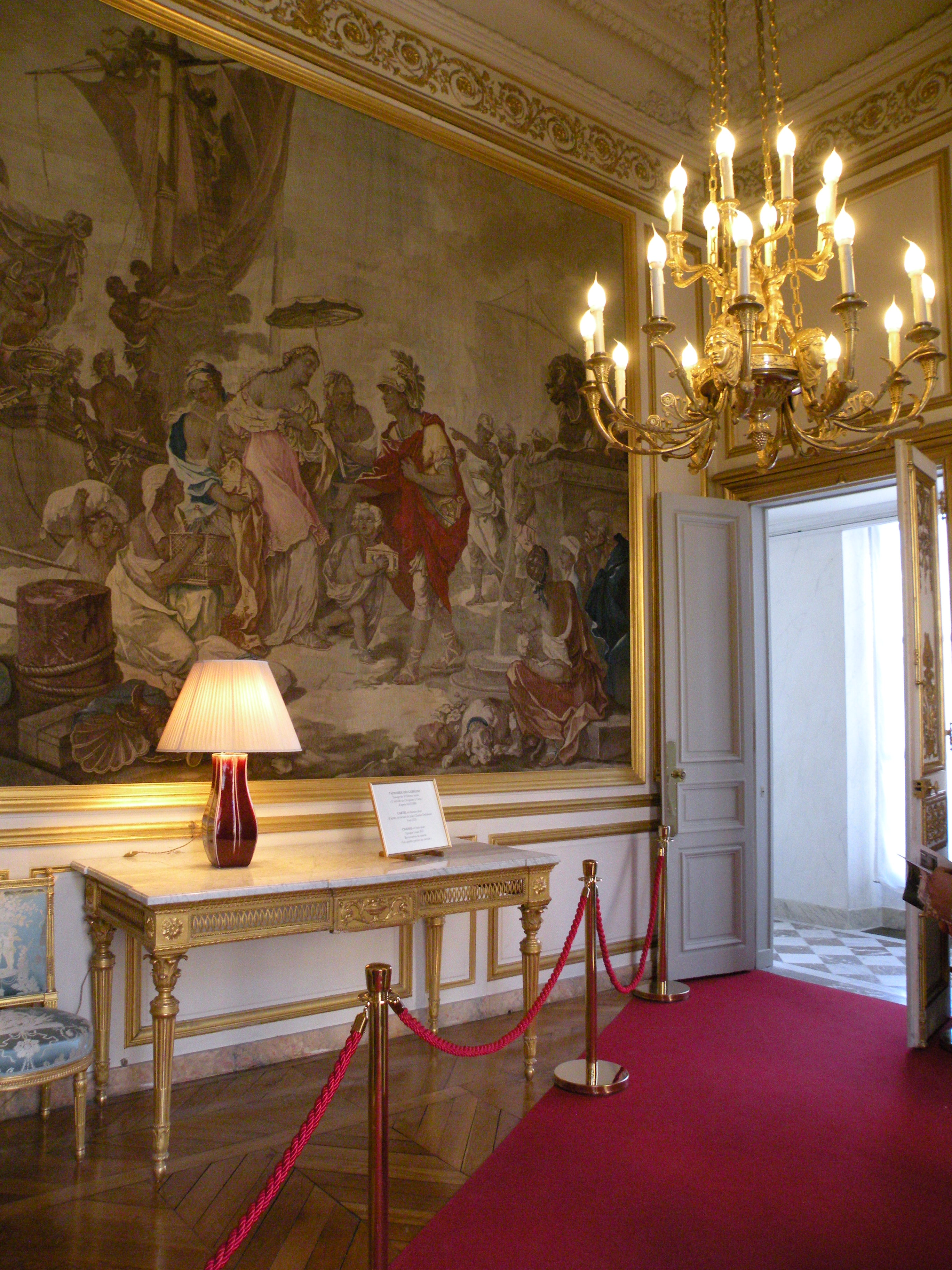
クレオパトラ・サロン
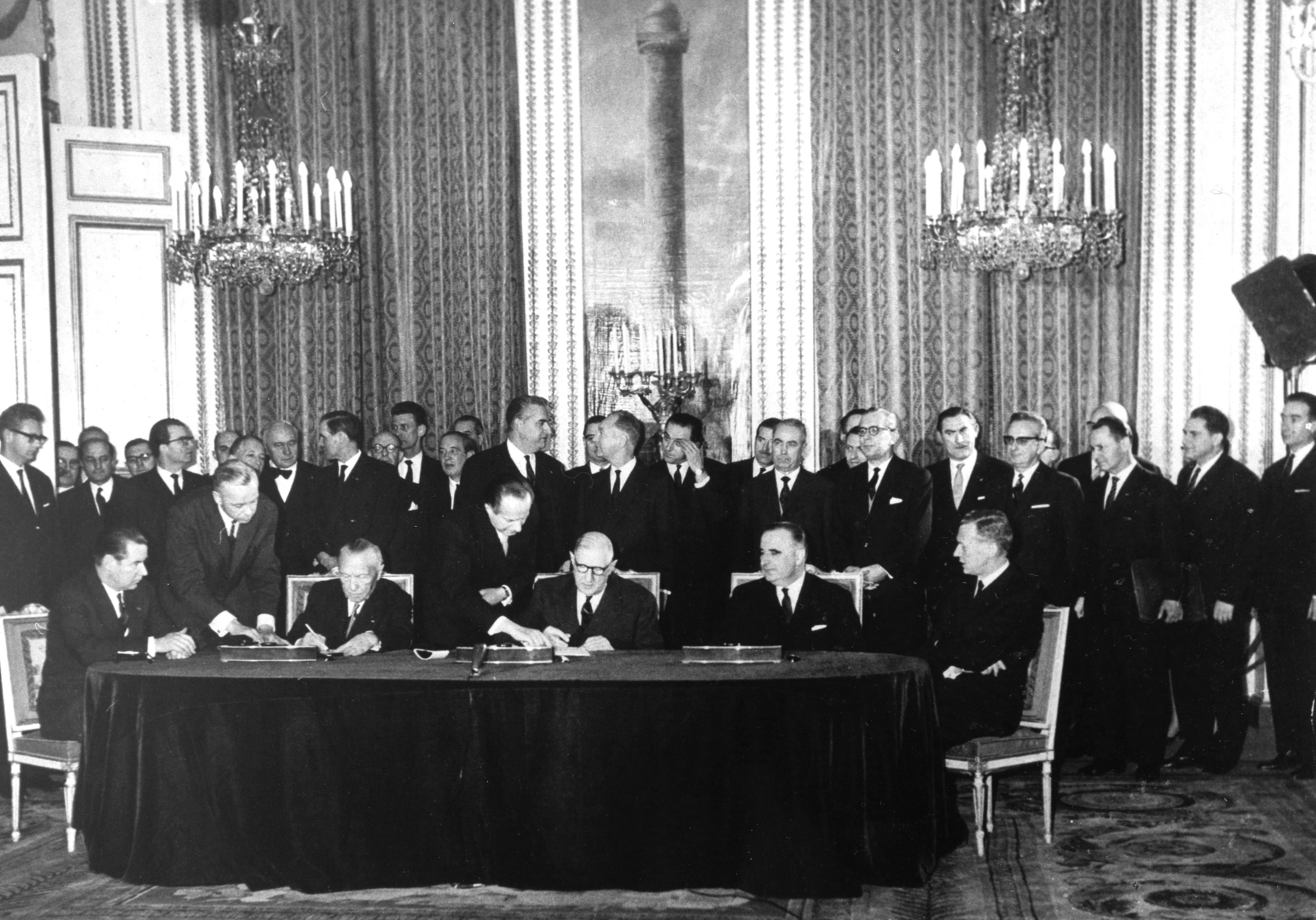
ミュラ・サロン。閣議や条約署名式に用いられる。1963年、仏独協力条約に署名するコンラート・アデナウアー（左）、ド・ゴール（中）、ジョルジュ・ポンピドゥー（右）
内部地図。8がミュラ・サロン、11がポンパドゥール・サロン、13がクレオパトラ・サロン、19が玄関
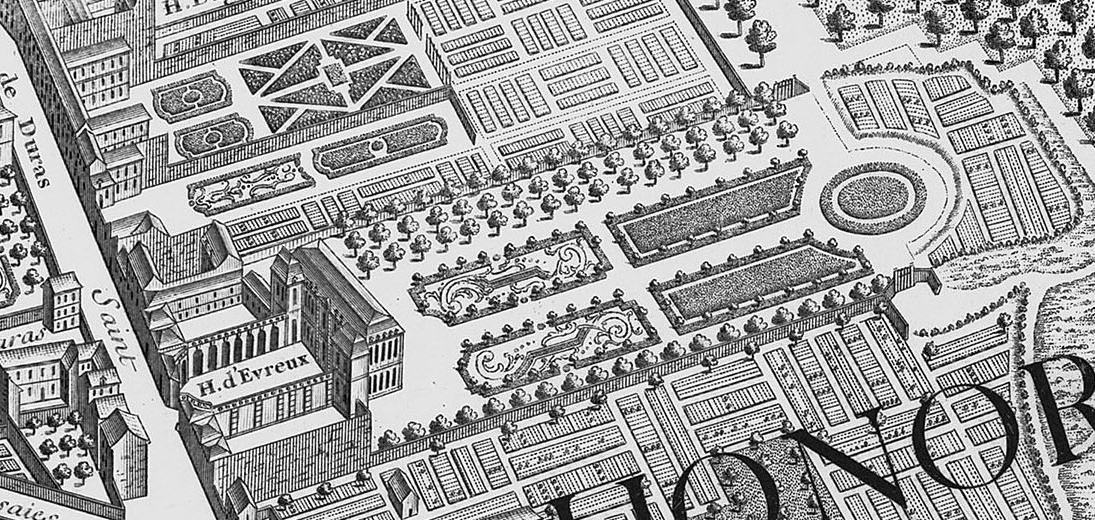
1737年のチュルゴー地図（フランス語版）に見えるエリゼ宮（エヴェール伯爵邸）

## その他
- ニコラ・サルコジ、エマニュエル・マクロンと二代のフランス大統領がそれぞれファーストドッグを飼育しており、エリゼ宮に出入りしている[2]。

## 関連文献・映像
- 山口昌子『エリゼ宮物語』 産経新聞出版 ISBN 9784594055103
- 西川恵『エリゼ宮の食卓』 新潮社 ISBN 4101298319
- 『大統領の料理人』 - 2012年公開のフランスコメディー映画。